# Campionato panamericano di rugby 1998
Il campionato panamericano di rugby 1998 (ingl. 1998 PARA Pan American Championship, sp. Torneo Panamericano de Rugby 1998 ) fu la 3ª edizione del campionato panamericano di rugby, competizione organizzata dalla Pan-American Rugby Association.
Un torneo preliminare tra le sette squadre escluse dal tabellone principale del torneo (appannaggio di Argentina, Canada e Stati Uniti) fu tenuto per stabilire la quarta squadra che avrebbe partecipato alla manifestazione; a vincere le qualificazioni fu l'Uruguay.
Il campionato vero e proprio si tenne a Buenos Aires, in Argentina, dal 15 al 22 agosto 1998 e servì anche come torneo di qualificazione della zona americana alla Coppa del Mondo di rugby 1999 in Galles: le prime tre classificate del torneo si sarebbero qualificate direttamente, mentre la quarta avrebbe affrontato i ripescaggi.
A vincere il torneo a punteggio pieno fu l'Argentina che si qualificò, seguita nell'ordine da Canada e Stati Uniti.
L'Uruguay, ultimo classificato, fu destinato ai ripescaggi interzona.

## Risultati
| Arbitro: | Scott Young |

|                                                   |      |                 |
| Méndez Soler (2) M. Contepomi Camerlinckx tecnica | mt   | Blom Anitoni    |
| Quesada (5)                                       | tr   | M. Williams     |
| Quesada (4)                                       | c.p. | M. Williams (4) |

| Arbitro: | David Davies |

|                              |      |                   |
| Stanley Graf Baugh Robertson | mt   | Ormaechea Storace |
| Ross (3)                     | tr   | Aguirre           |
| Ross (4)                     | c.p. | Sciarra           |

| Arbitro: | Chuck Muir |

|                                                                        |      |  |
| Reggiardo Simone Bouza Sporleder I. Fernández Lobbe Jurado tecnica (2) | mt   |  |
| J. Fernández Miranda (4) F. Todeschini (2)                             | tr   |  |
| J. Fernández Miranda                                                   | drop |  |

| Arbitro: | Chris White |

|                    |      |                |
| Hall Lougheed Graf | mt   | Hodges Dalzell |
| G. Rees (2)        | tr   | Stevens        |
| G. Rees (4)        | c.p. |                |

| Arbitro: | Stuart Dickinson |

|                                                         |      |          |
| Albanese N. Fernández Miranda Simone Camerlinckx Scelzo | mt   | James    |
| Quesada (4)                                             | tr   | G. Rees  |
| Quesada (7)                                             | c.p. | Rees (7) |

| Arbitro: | Carl Spannenberg |

|                   |      |             |
| Blom Scharremberg | mt   | Ormaechea   |
| M. Williams       | tr   | Sciarra     |
| M. Williams (3)   | c.p. | Sciarra (3) |

### Classifica
|  | Squadra     | G | V | N | P | P+  | P-  | diff. | PT |
|  | ----------- | - | - | - | - | --- | --- | ----- | -- |
|  | Argentina   | 3 | 3 | 0 | 0 | 161 | 52  | +109  | 6  |
|  | Canada      | 3 | 2 | 0 | 1 | 97  | 83  | +14   | 4  |
|  | Stati Uniti | 3 | 1 | 0 | 2 | 59  | 99  | -40   | 2  |
|  | Uruguay     | 3 | 0 | 0 | 3 | 31  | 114 | -83   | 0  |